# Biserica de lemn din Adâncata
Biserica de lemn „Sfântul Dumitru” din Adâncata este un lăcaș de cult ortodox construit la sfârșitul secolului al XVIII-lea în satul Adâncata din comuna omonimă aflată în județul Suceava. Edificiul religios se află localizat la o distanță de 7 km de municipiul Suceava, pe DJ 209A, și are hramul Sfântul Dumitru, sărbătorit la data de 26 octombrie.
Biserica de lemn din Adâncata a fost inclusă pe Lista monumentelor istorice din județul Suceava din anul 2015 la numărul 191, având codul de clasificare cod LMI SV-II-m-A-05486.

## Istoricul localității
O primă așezare pe amplasamentul actualului sat Adâncata datează din secolul al XV-lea. După Răscoala lui Gheorghe Doja (1514), s-a stabilit aici un grup restrâns de bejenari ardeleni, care și-au făcut case „mai adânc”, în pădure. Moșia de aici a aparținut boierilor Movilă, ea fiind donată Mănăstirii Teodoreni din Burdujeni în anul 1596 de către postelnicul Teodor (Toader) Movilă, fratele vitreg al domnitorului Ieremia Movilă. Satul a devenit astfel sat mănăstiresc, cu bir si obligații către mănăstire.
Actualul sat Adâncata este atestat prima dată la sfârșitul secolului al XVIII-lea; în catagrafia din 1772 se afirmă că așezarea avea un număr de 35 case. Se presupune că satul ar fi fost întemeiat în jurul anilor 1700. Prin legea secularizării averilor mănăstirești din decembrie 1863, satul Adâncata a intrat în proprietarea statului, devenind parte componentă a comunei Hănțești din județul Dorohoi. La sfârșitul secolului al XIX-lea, comuna Hănțești cuprindea satele Hănțești (centru de comună), Adâncata și Mitoc. Adâncata era cunoscută sub denumirea de Poiana Pustie.
În anul 1890 se înființează comuna Adâncata, aceasta fiind formată din satele Adâncata și Mitocași, care se desprind din comuna Hănțești. Aflată mai aproape de orașul Suceava decât de orașul Dorohoi (reședința de județ), comuna Adâncata a fost trecută în anul 1950 la județul Suceava. Între anii 1968-2004, satele din comuna Hănțești au fost incluse în comuna Adâncata. În anul 2004, s-a reînființat comuna Hănțești, care s-a desprins din comuna Adâncata.

## Istoricul bisericii
Prima biserică din satul Adâncata era situată în vatra satului și se presupune că ar fi fost construită la sfârșitul secolului al XVII-lea. Această afirmație este susținută și de descifrarea anului 1700 pe o cruce de piatră aflată în cimitirul bisericii și care a fost descoperită de către preotul Dimitrie Popovici, parohul bisericii noi din Adâncata în perioada 1935-1974. Pe această piatră se află următoarea inscripție: „Supt această piatră odihnește trupul roabei lui Dumnezeu Gafița fiica preotului Dimitrie ot satul Adîncata văleat 1700”.
Biserica ar fi ars în totalitate în secolul al XVIII-lea. Pe locul bisericii arse a fost construită o altă biserică, mai extinsă. Istoricii C. Ciocoiu și Nicolae Stoicescu susțin această datare a bisericii, considerându-i ca ctitori pe strămoșii familiei Scriban (originari din Burdujeni).
Biserica a fost restaurată capital între anii 1794-1796, prilej cu care s-a modificat planul inițial (prin adăugarea spre vest a unui spațiu cu rol de pronaos din bârne de brad și construirea pe latura sudică a noii încăperi a unui pridvor de piatră) și s-au înlocuit elementele de lemn, deteriorate. Cronica parohiei consideră anul 1794 ca an al ctitoririi, acesta fiind înscris în pomelnicul-triptic, împreună cu numele celor doi frați preoți (Ion și Gavril Horătău), desemnați drept ctitori. Lăcașul de cult a fost resfințit în anul 1796 de către arhiereul Anania Atonitul.
O nouă serie de lucrări de reparații au avut loc în perioada 1854-1860, cu această ocazie fiind reînnoit acoperișul din draniță și înlocuită catapeteasma. Rolul bisericuței de lemn a decăzut după construirea între anii 1929-1939 în centrul satului a unei biserici de piatră, cu același hram. Între anii 1972-1973, biserica-monument istoric a fost restaurată la inițiativa mitropolitului Iustin Moisescu al Moldovei și Sucevei. Biserica are pictură murală.
În apropiere de biserică, se află și un turn clopotniță din lemn. În anul 2001 a fost zidit un lumânărar în curtea bisericii cu cheltuiala familiei lui Petru Girigan, primul ctitor al Parohiei Adâncata II.
În curtea bisericii se află două cruci vechi de piatră, pe care se citesc cu greutate și nesigur următoarele inscripții în limba română cu caractere chirilice: „L(a)m scris eu ctitori Petru ot Bot(o)șani” și „Supt ac(e)astă cruci odihnești trupul răposatului robului Dumnezeu Vasili .icu din ...”. Crucile sunt parțial acoperite de mușchi și au inscripțiile parțial șterse de vreme.

## Arhitectura bisericii
Biserica de lemn din Adâncata este construită din bârne de stejar, îmbinate în „coadă de rândunică”, în cununi de bârne orizontale, rostuite. Ea are un soclu de piatră scund. Edificiul are un acoperiș înalt, din șindrilă bătută în „solzi”, cu o ușoară rupere în pantă, care se racordează cu învelitoarea pridvorului.
Monumentul are plan dreptunghiular, cu absida altarului poligonală și decroșată (elemente tipice la bisericile de lemn). Forma decroșată a altarului nu mai este întâlnită la alte biserici de lemn din ținutul Sucevei. Lucrările de restaurare desfășurate de-a lungul vremii au dus la modificarea planului construcției.
În interior, biserica este împărțită în patru încăperi: pridvor, pronaos, naos și altar. Intrarea în biserică se face pe o ușă situată în peretele sudic al pridvorului. Pridvorul are o formă pătrată și era inițial deschis, având accesul spre est. El avea un parapet mediu de piatră, pe care se sprijineau patru-opt stâlpi fasonați. Ulterior, pridvorul a fost închis cu bârne de stejar, fiind practicate cu acest prilej două deschizături pentru ferestre în pereții de est și de vest ai pridvorului.
Între pridvor și pronaos este un perete despărțitor pe unde se intra în biserică înainte de construirea pridvorului. Intrarea se face printr-un portal ce are dispuse pe ambele rame ale ușii motive simetrice: o rozetă încadrată într-un cerc cu conturul marcat având deasupra sa o decorație geometrică din romburi și linii frânte. Aceleași elemente decorative din linii frânte și romburi sunt întâlnite și la ancadramentele ferestrelor.
Pronaosul actual de formă dreptunghiulară (3.65x4.40 metri) a fost construit din bârne de brad încheiate în „amnare”. El are o fereastră pe latura de vest (0.30x0.40 metri). Inițial, pronaosul actual avea rol de pridvor.
Naosul are și el o formă dreptunghiulară (4.40x7.25 metri), cu câte două ferestre de dimensiuni diferite pe laturile de nord și de sud. Inițial, actualul naos găzduia și pronaosul cu lungimea de 2.40 metri. Acest lucru este demonstrat de faptul că cele două spații au o boltire separată: deasupra naosului inițial se află o boltă semicilindrică, iar deasupra pronaosului inițial se află un tavan drept din scânduri așezate longitudinal și sprijinite pe două grinzi transversale.
Altarul are o absidă de formă hexagonală neregulată (2.65x3.80 metri) și o singură fereastră în axa absidei. În partea de nord, decroșul se realizează de la prelungirea peretelui longitudinal la 1.30 metri de la catapeteasmă, în timp ce în partea de sud, decroșul începe de la nivelul catapetesmei. Între catapeteasmă și decroșul nordic se află proscomidiarul. Deasupra altarului, la 2.40 metri înălțime, se află un tavan drept.

## Imagini

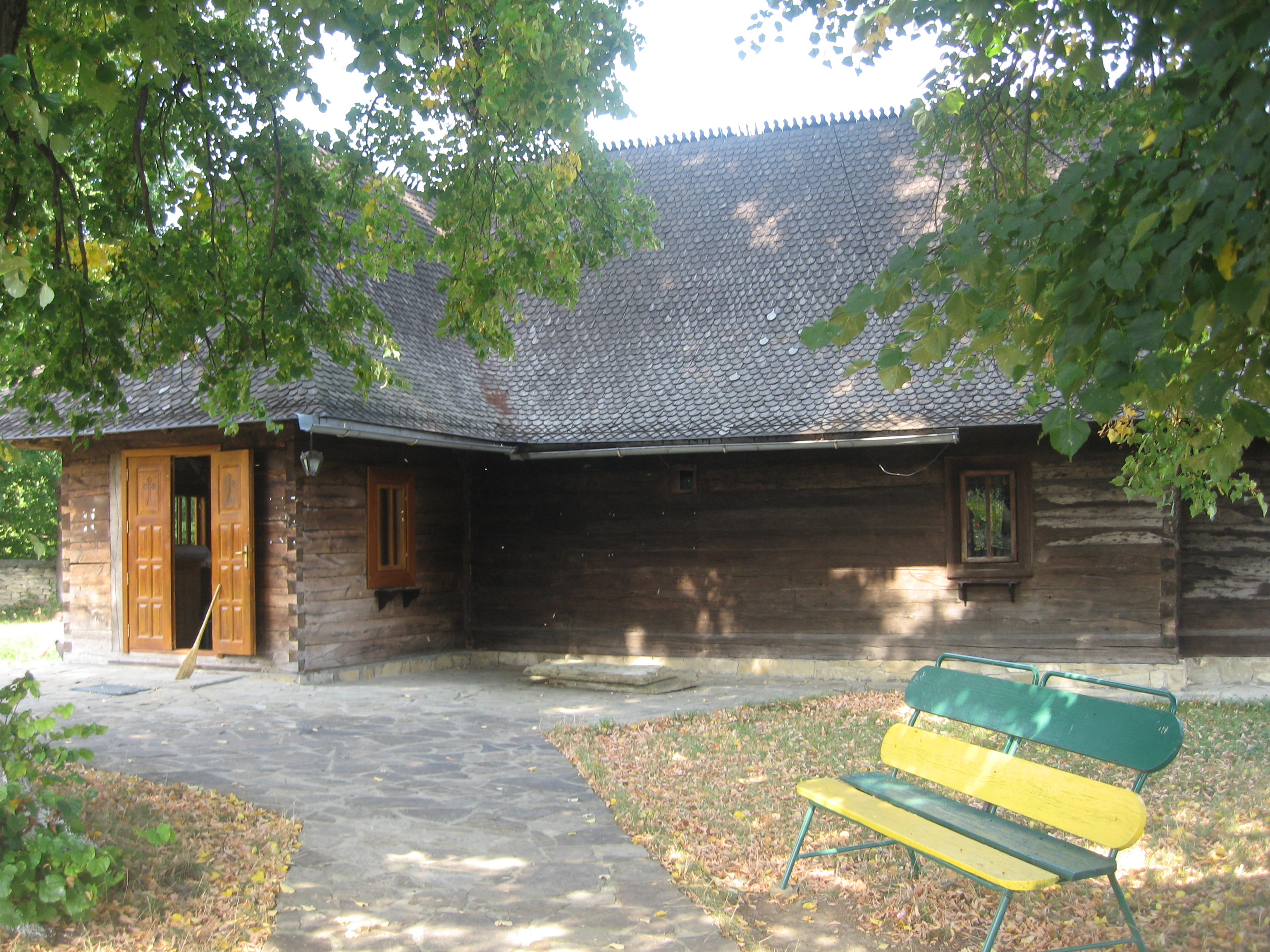
Biserica pe latura sudică
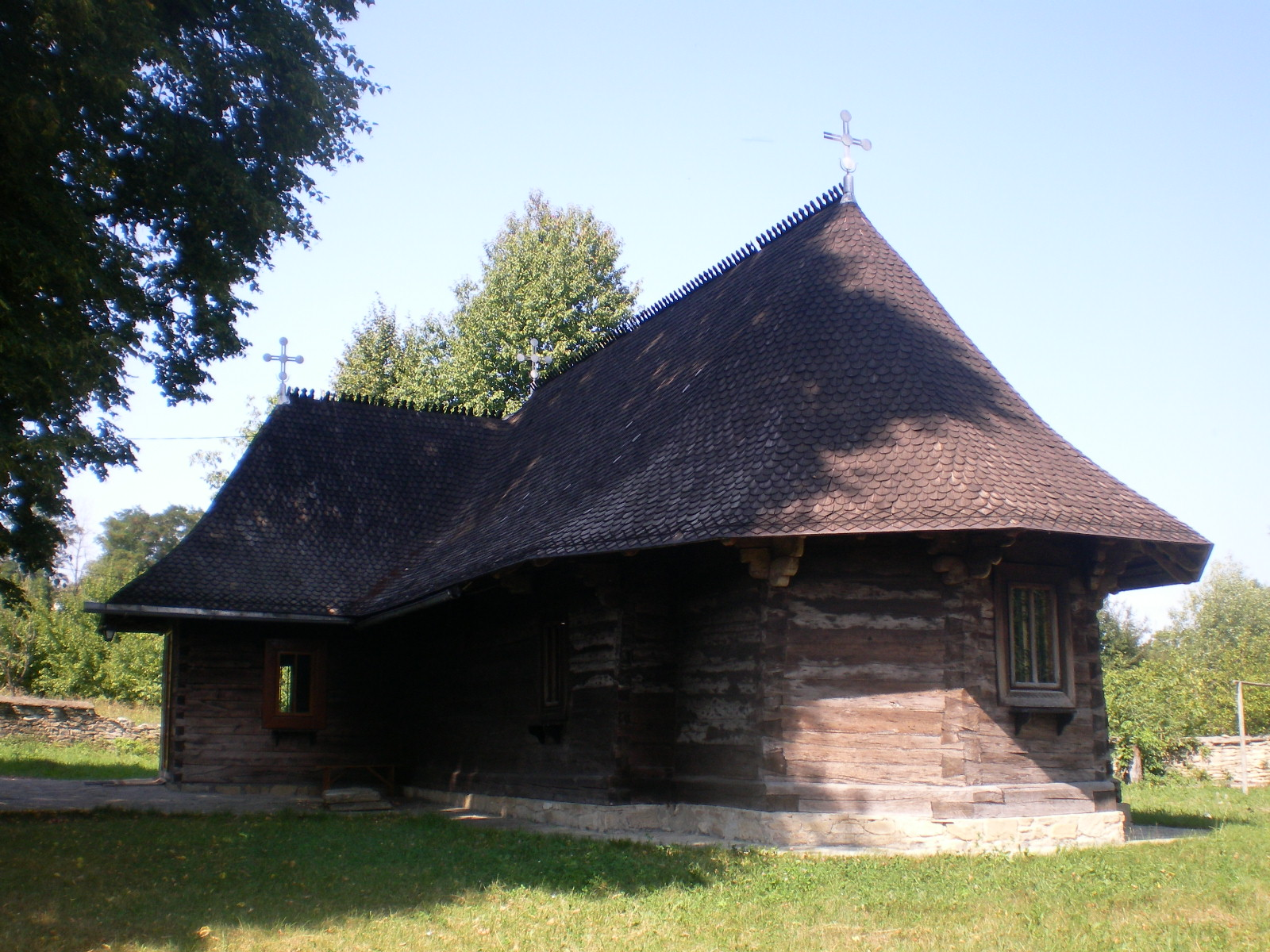
Biserica pe latura sud-estică
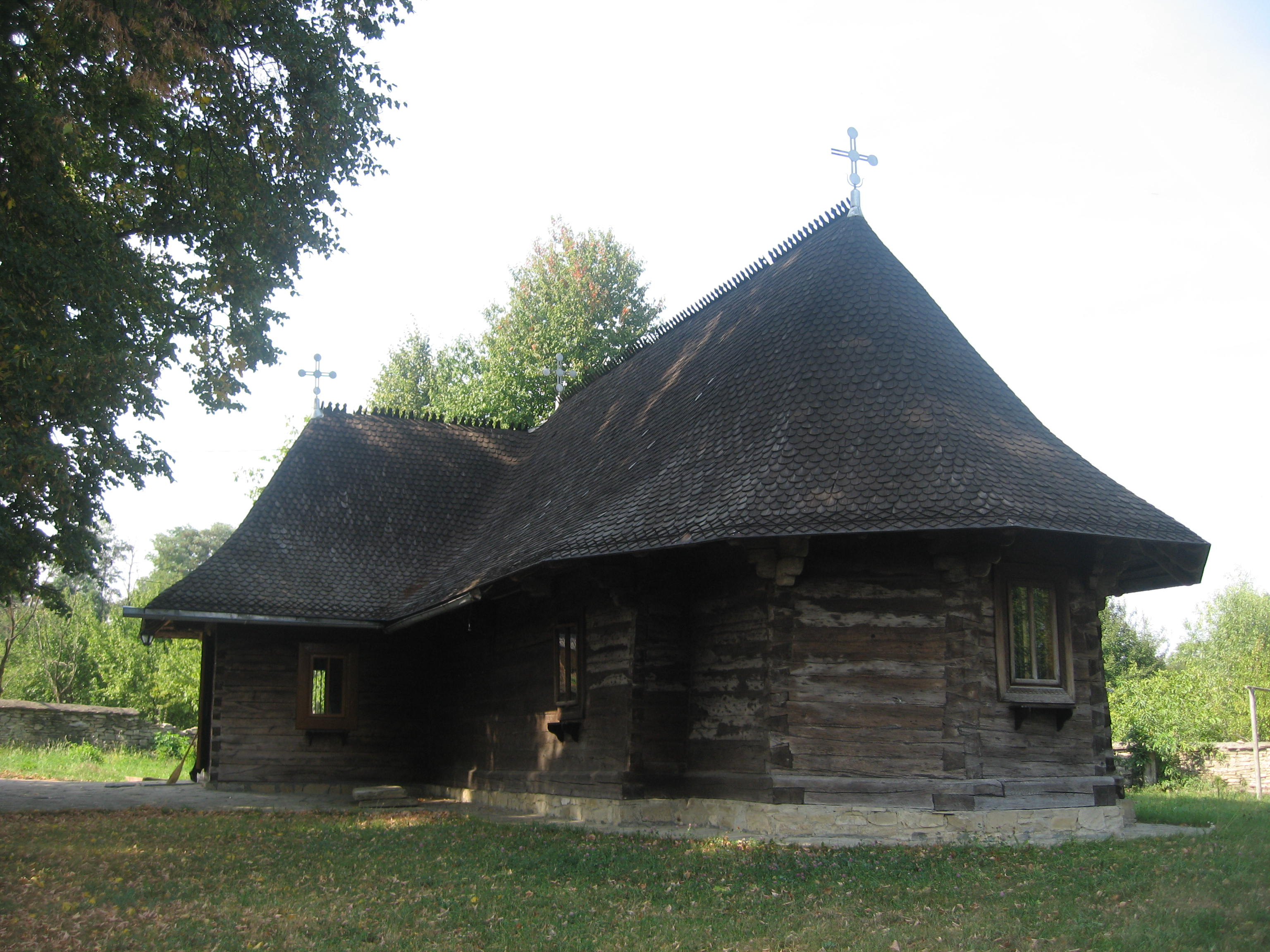
Biserica pe latura sud-estică
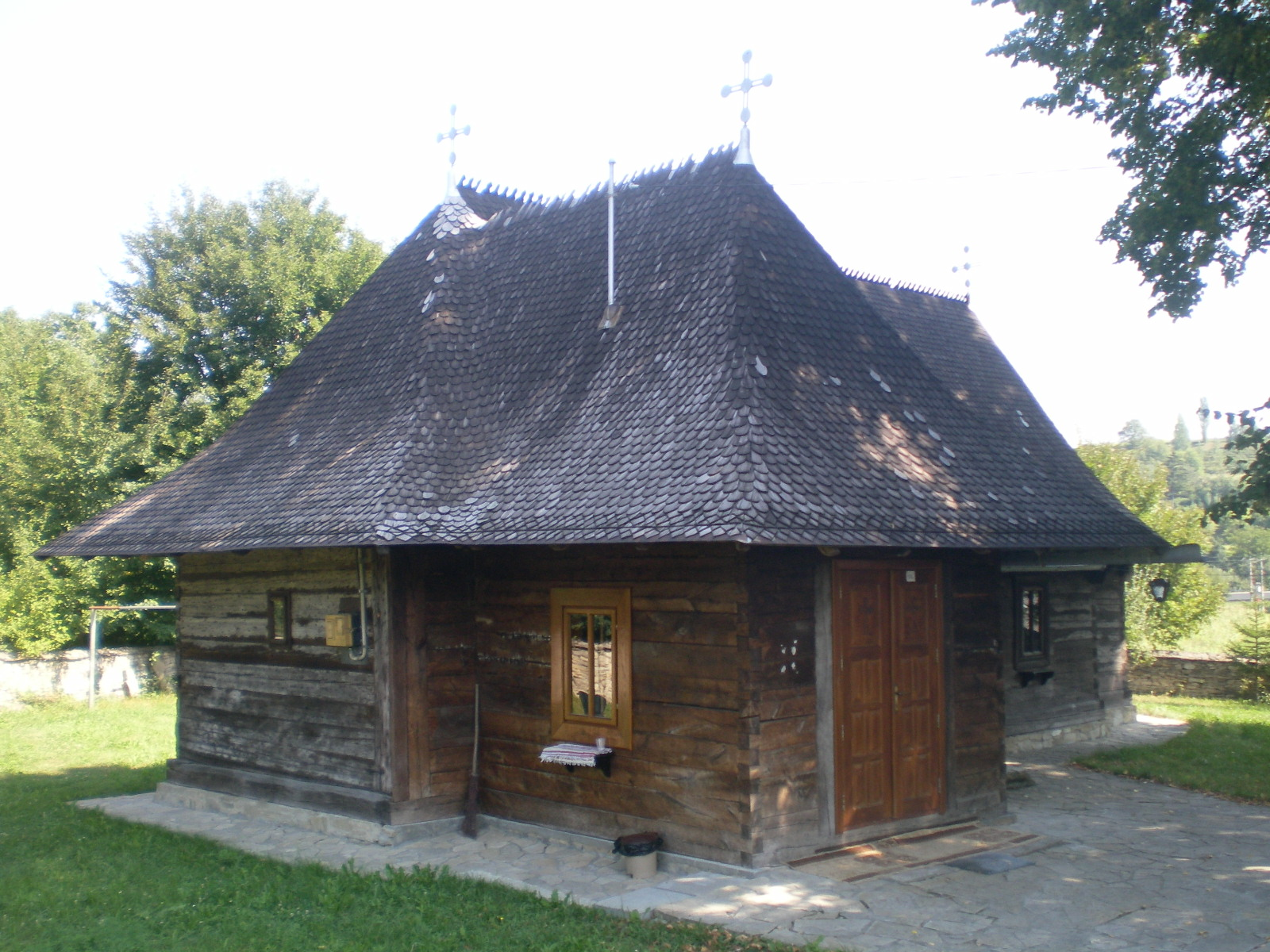
Biserica pe latura sud-vestică
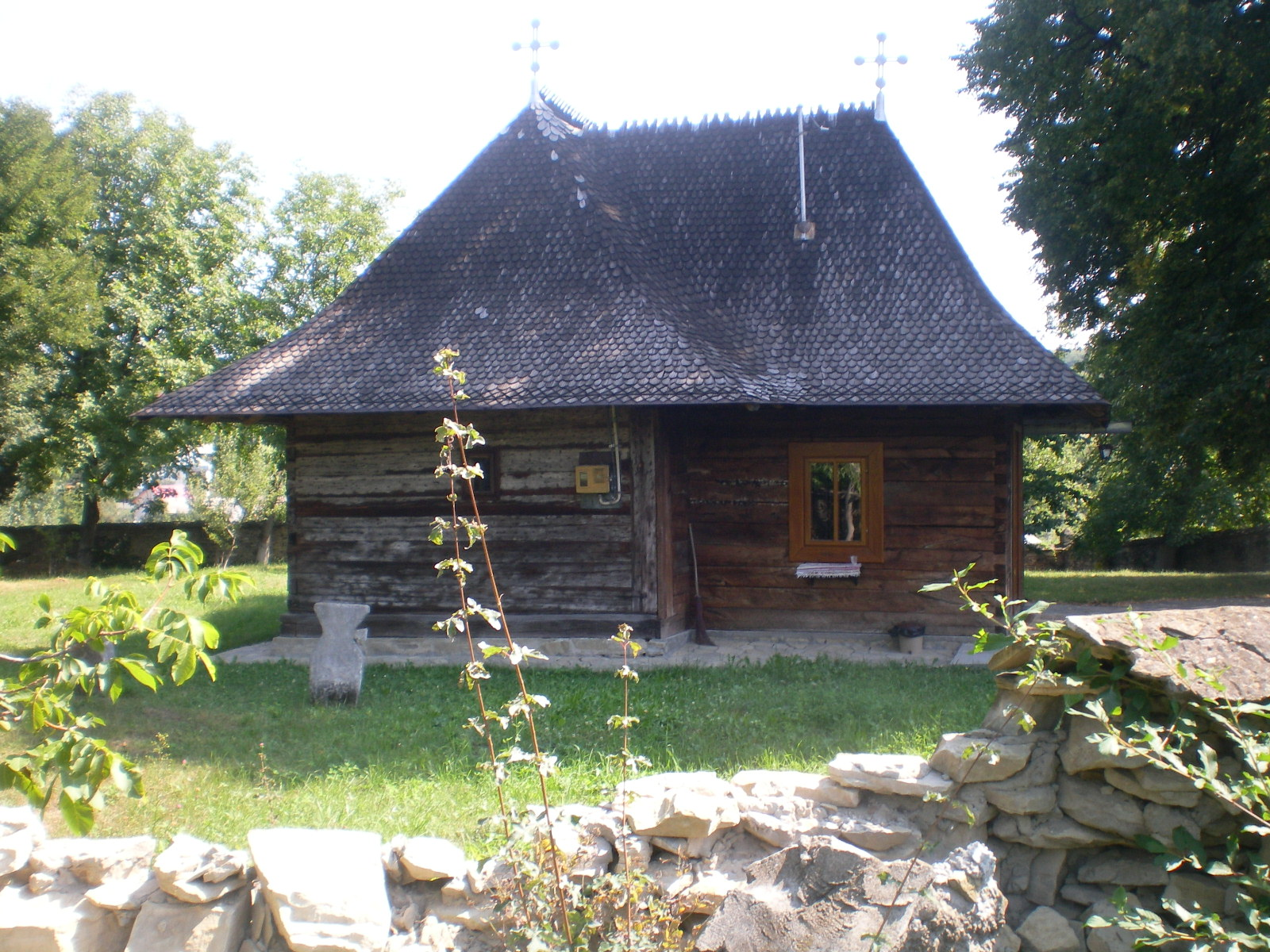
Biserica pe latura vestică
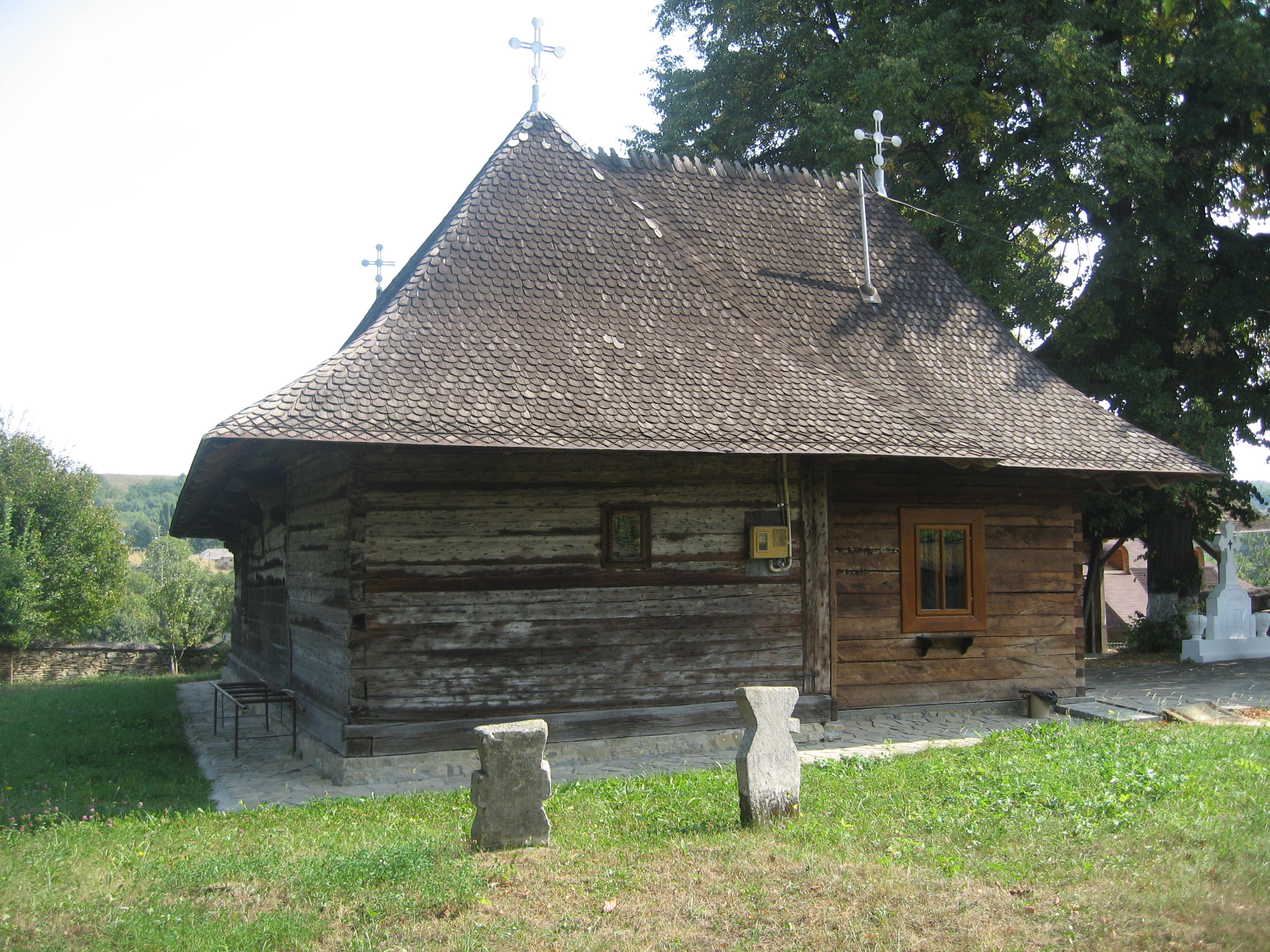
Biserica pe latura vestică
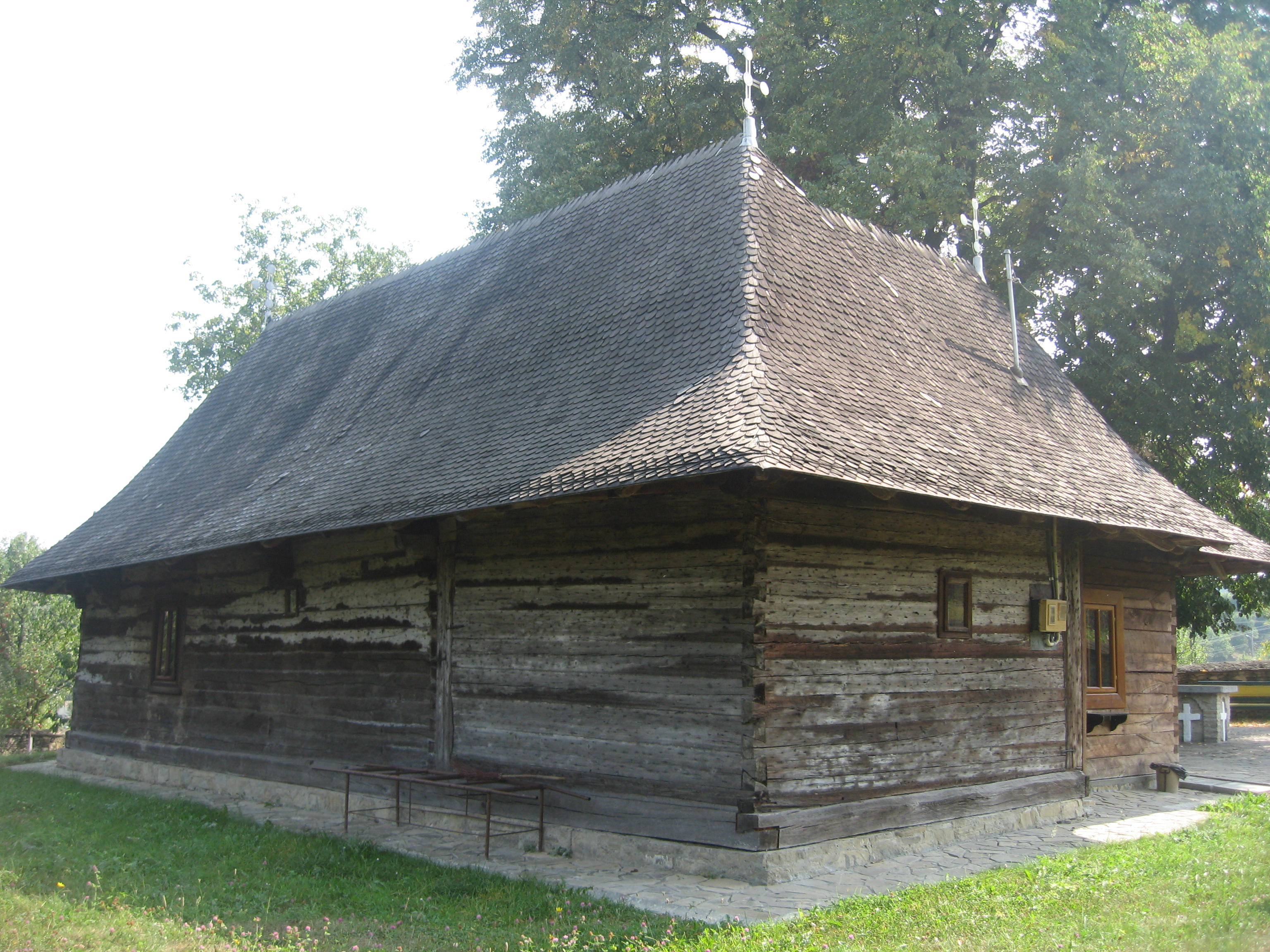
Biserica pe latura nord-vestică
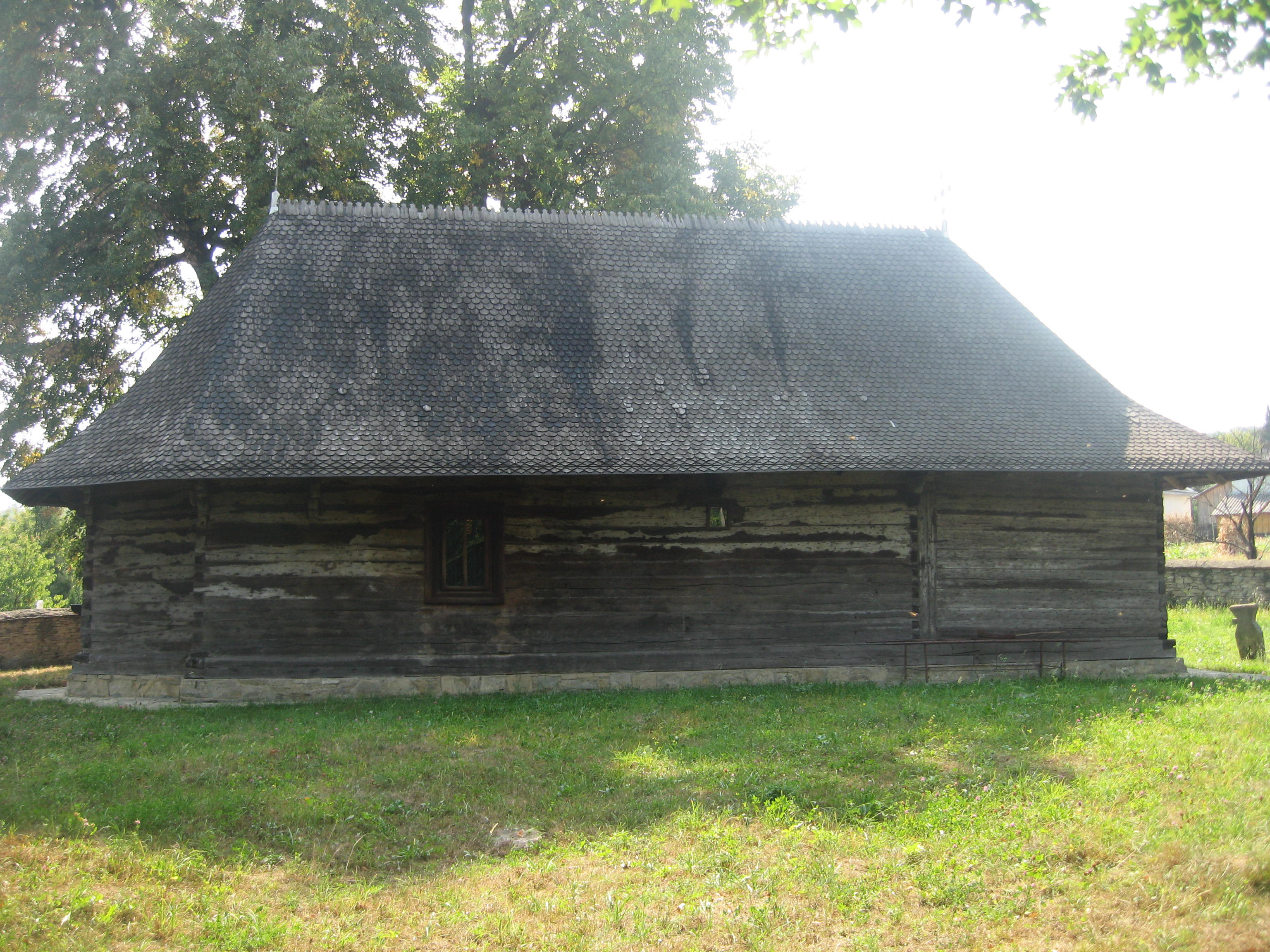
Biserica pe latura nordică
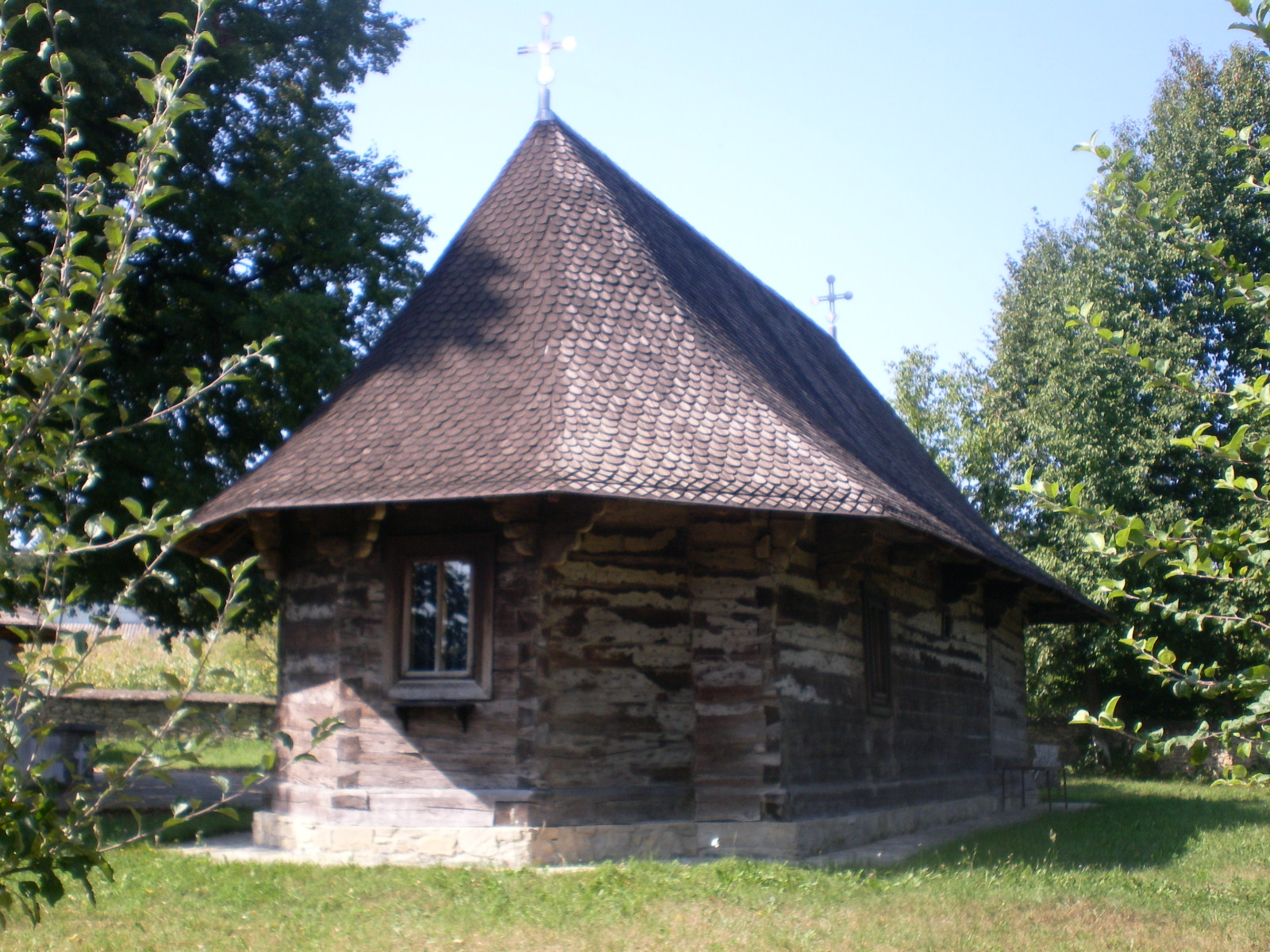
Biserica pe latura nord-estică
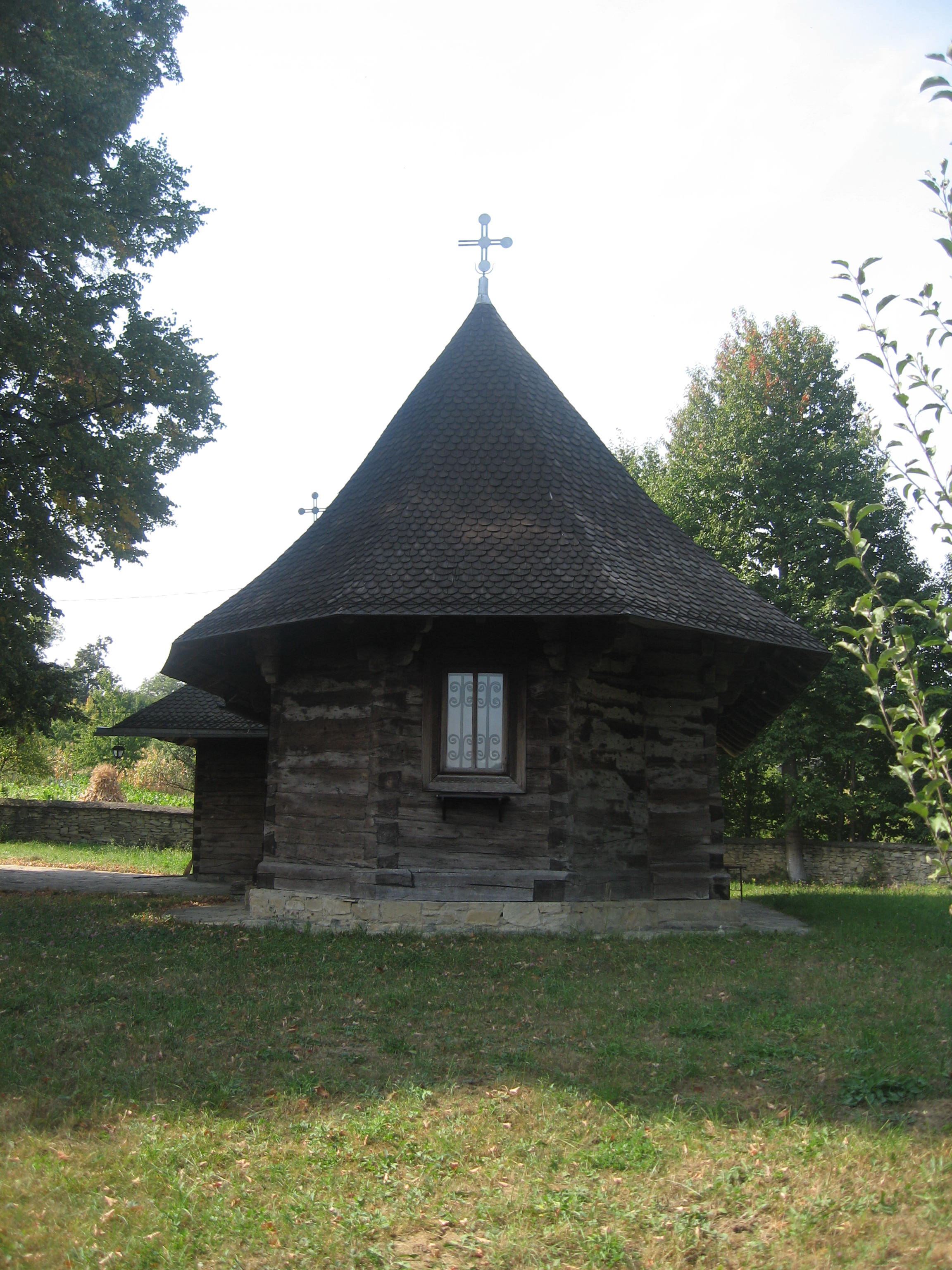
Biserica pe latura estică
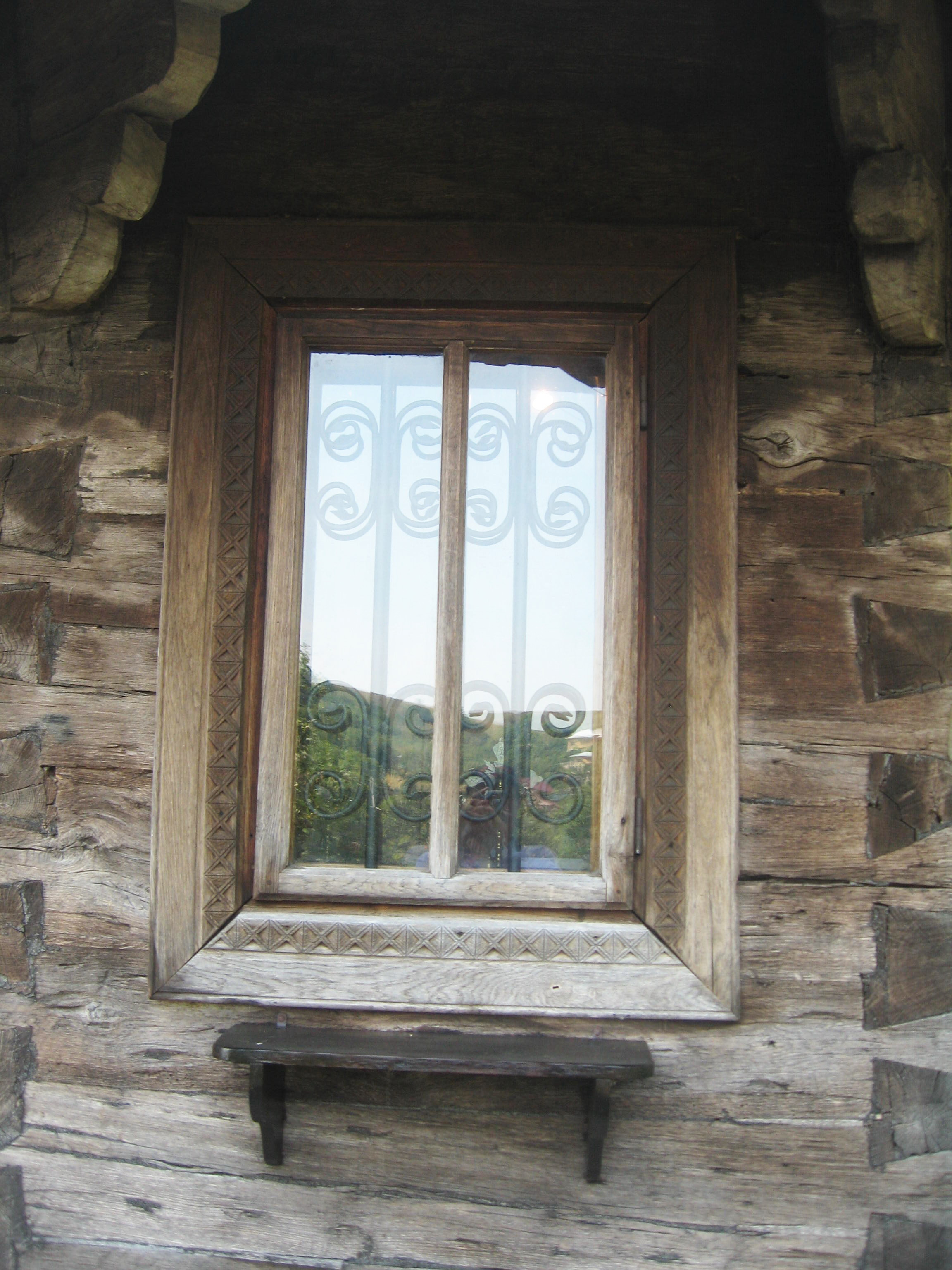
Fereastră în absida altarului
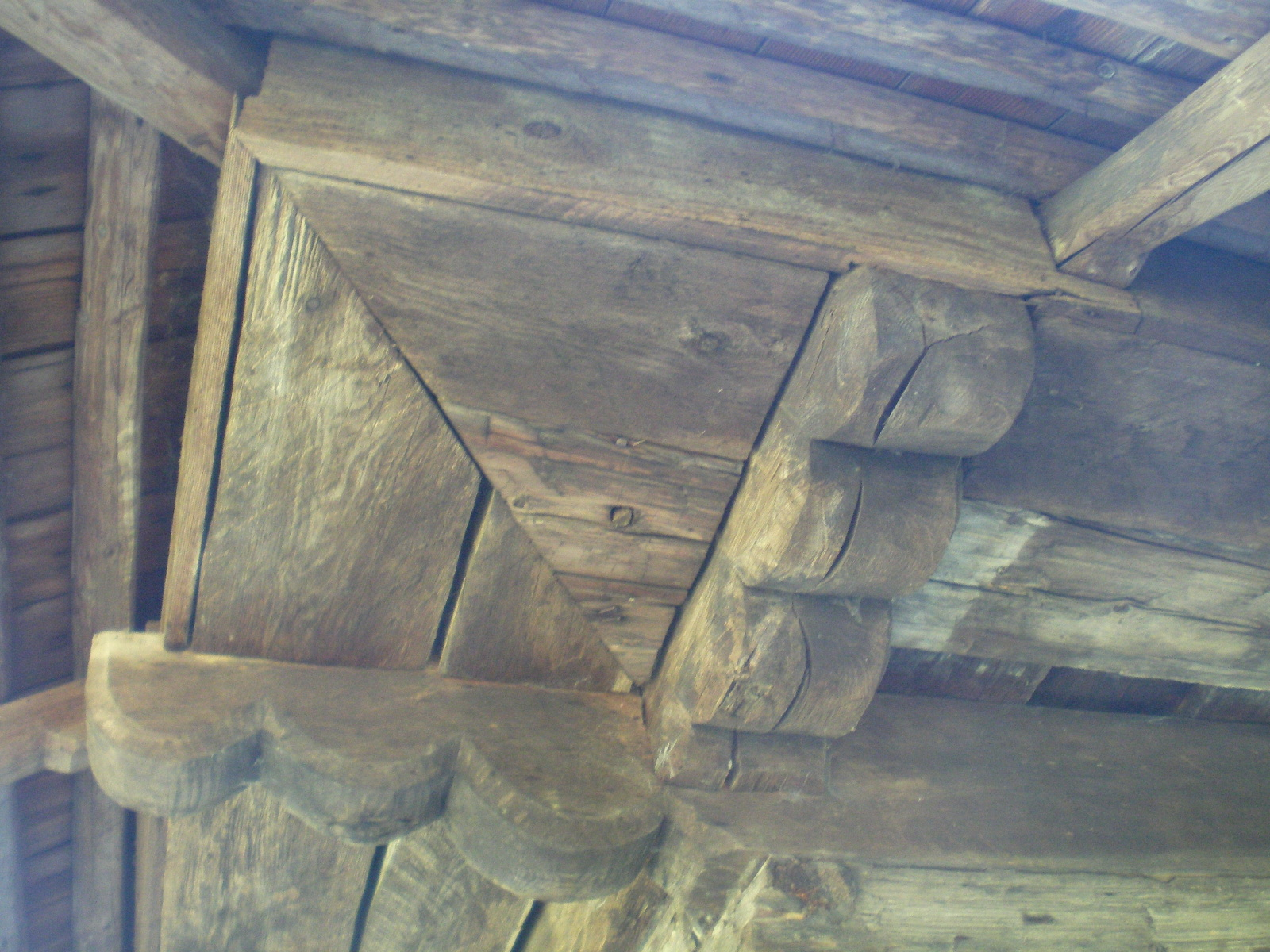
Console
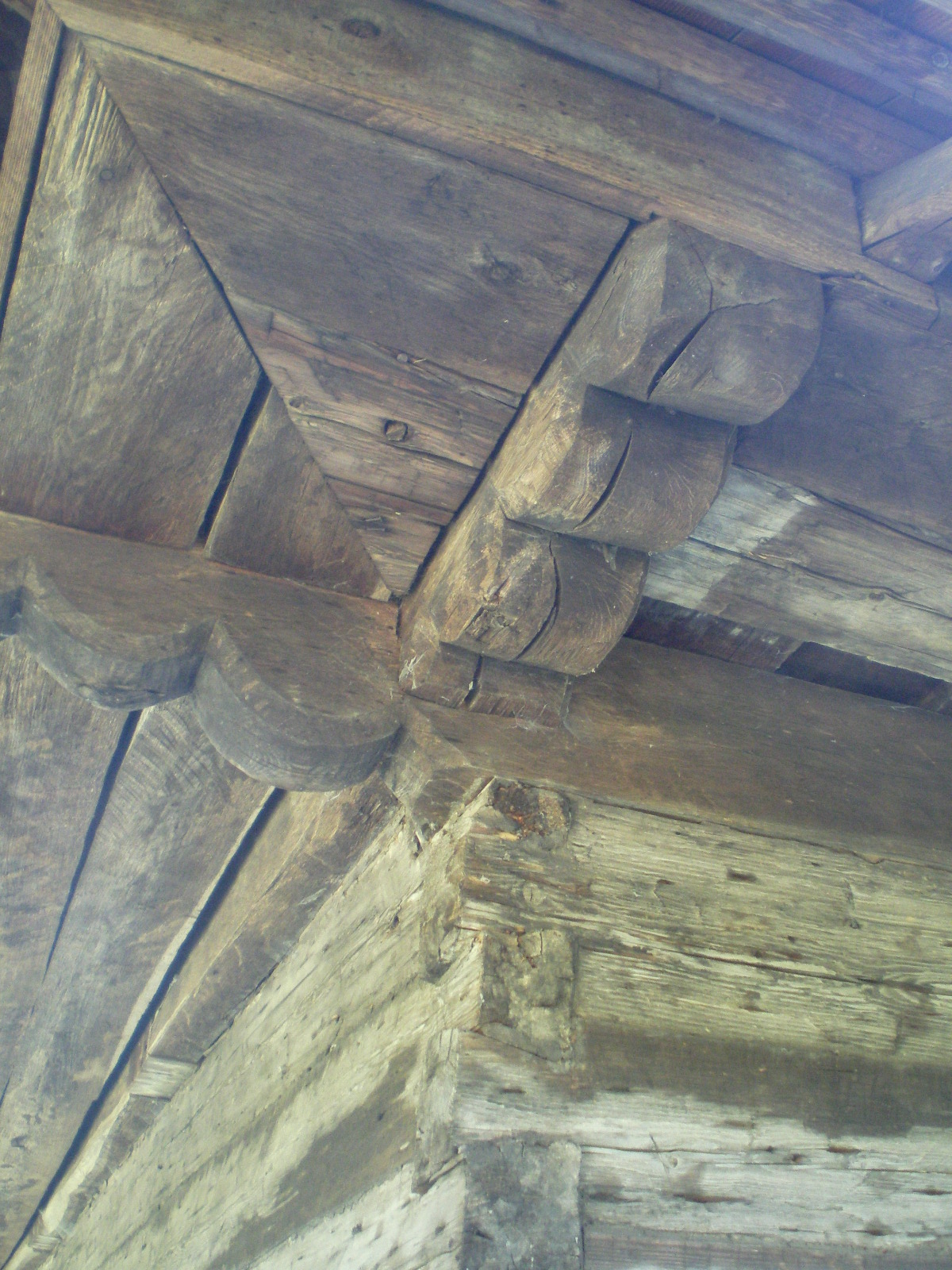
Console
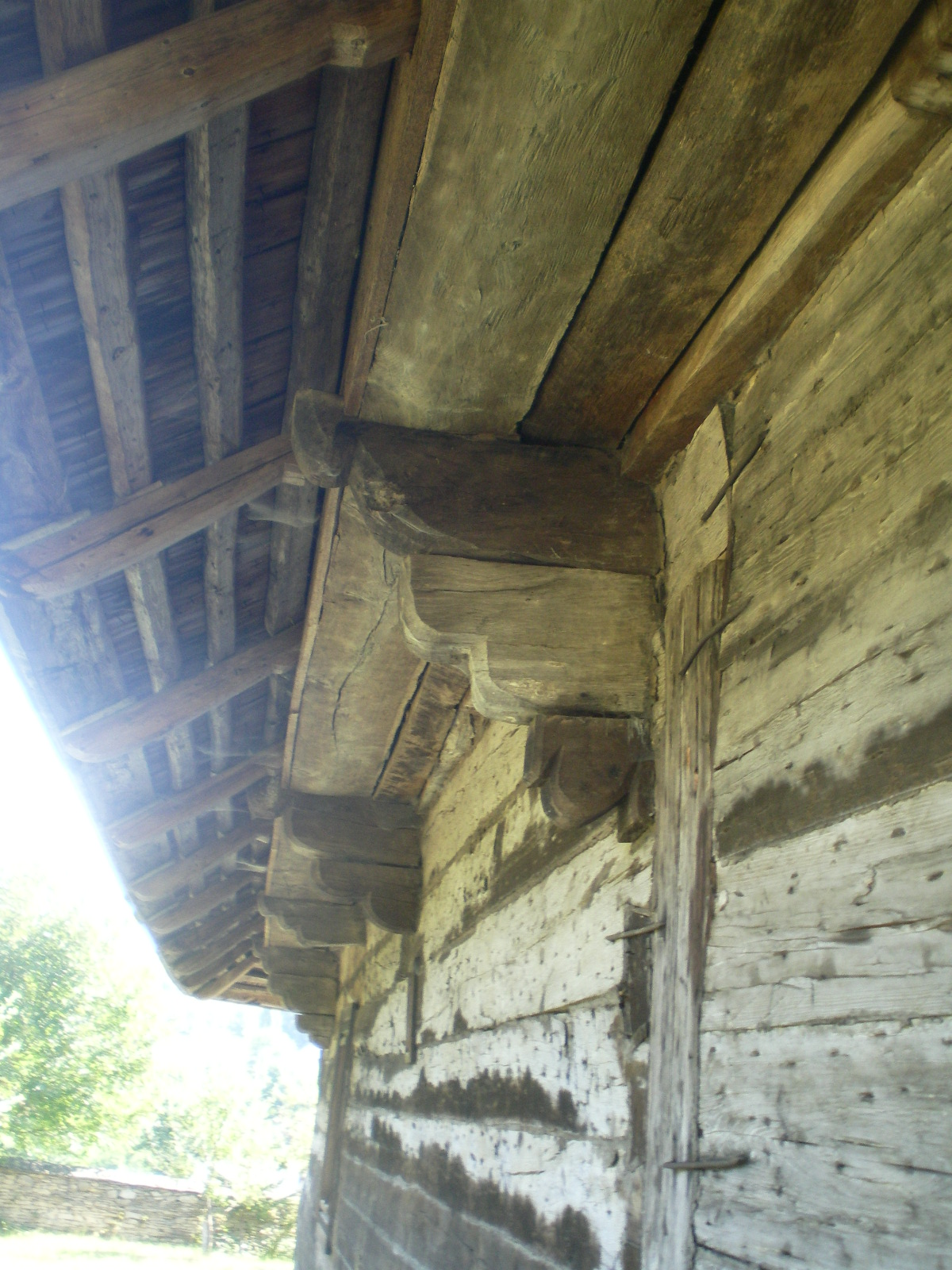
Streașină și console pe latura nordică
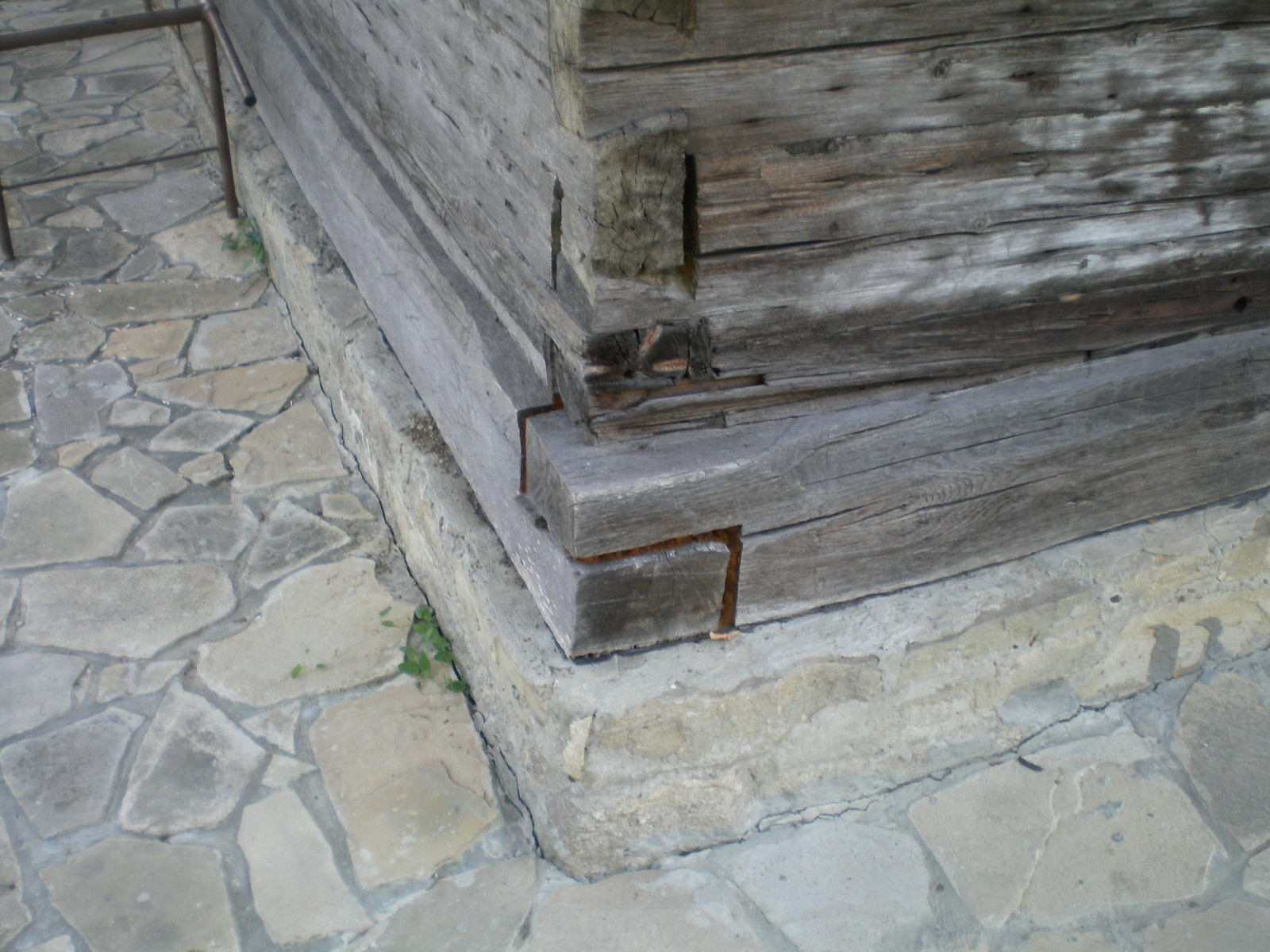
Îmbinare de bârne și temelie
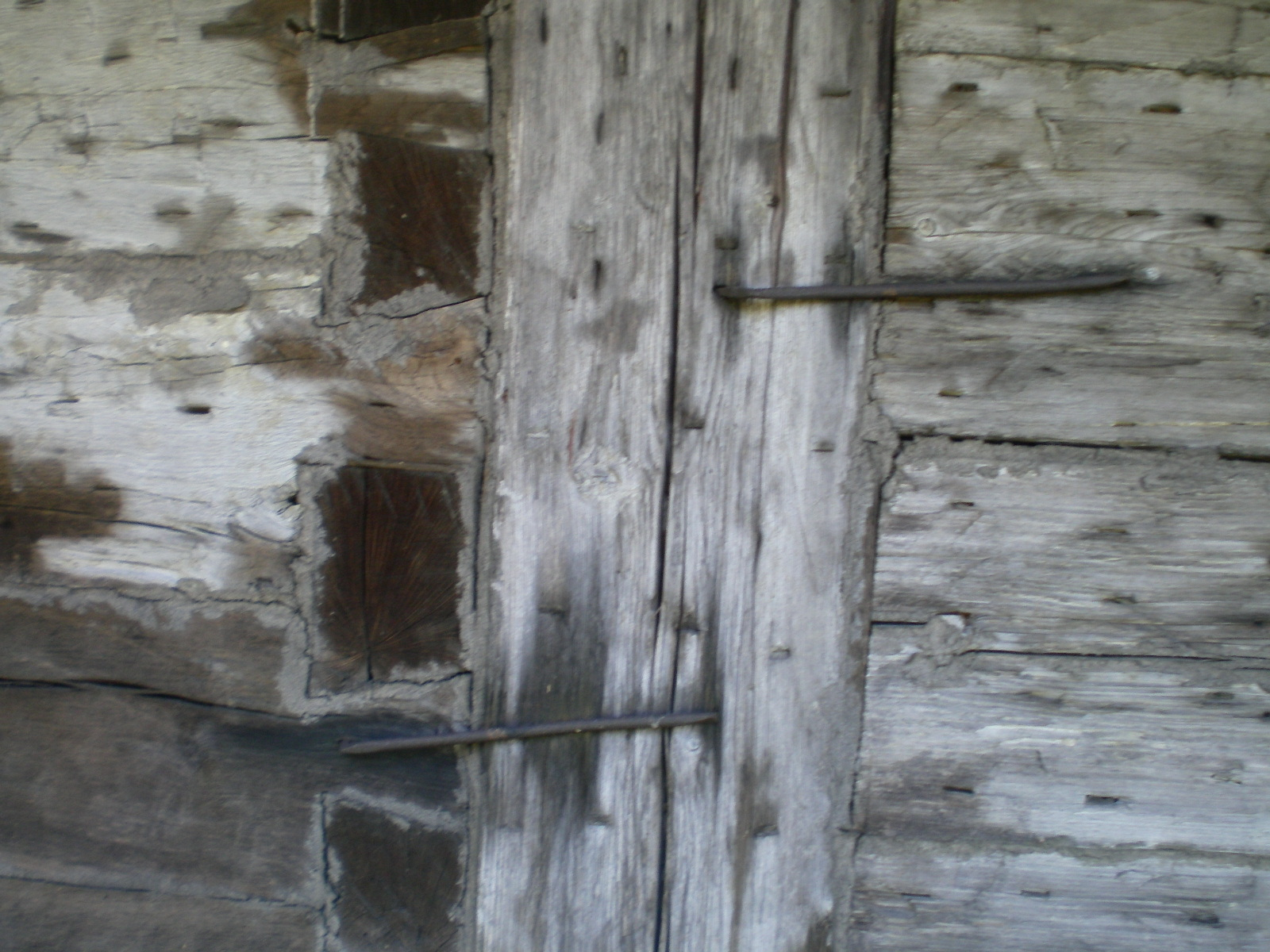
Îmbinare de bârne
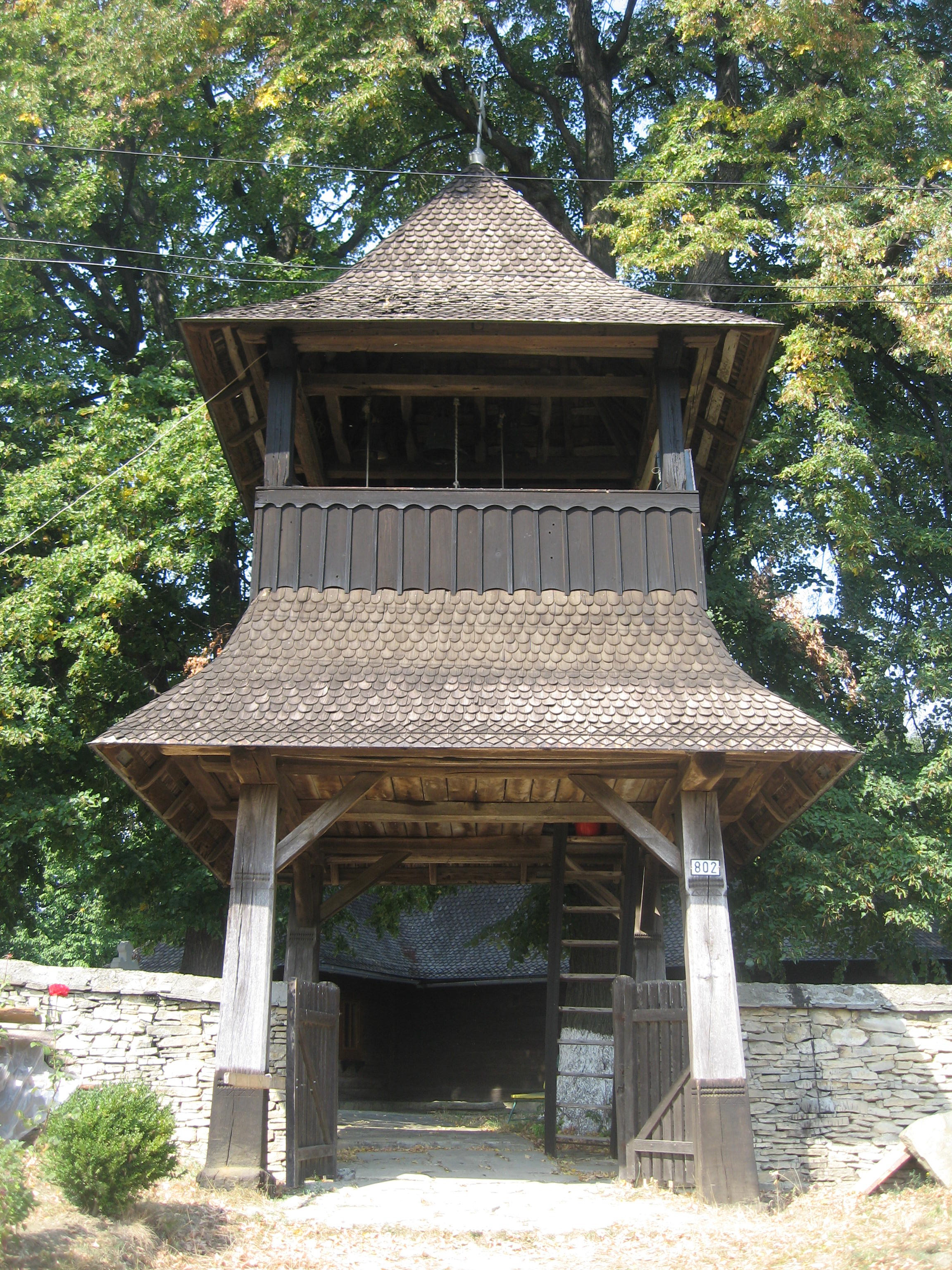
Turnul clopotniță
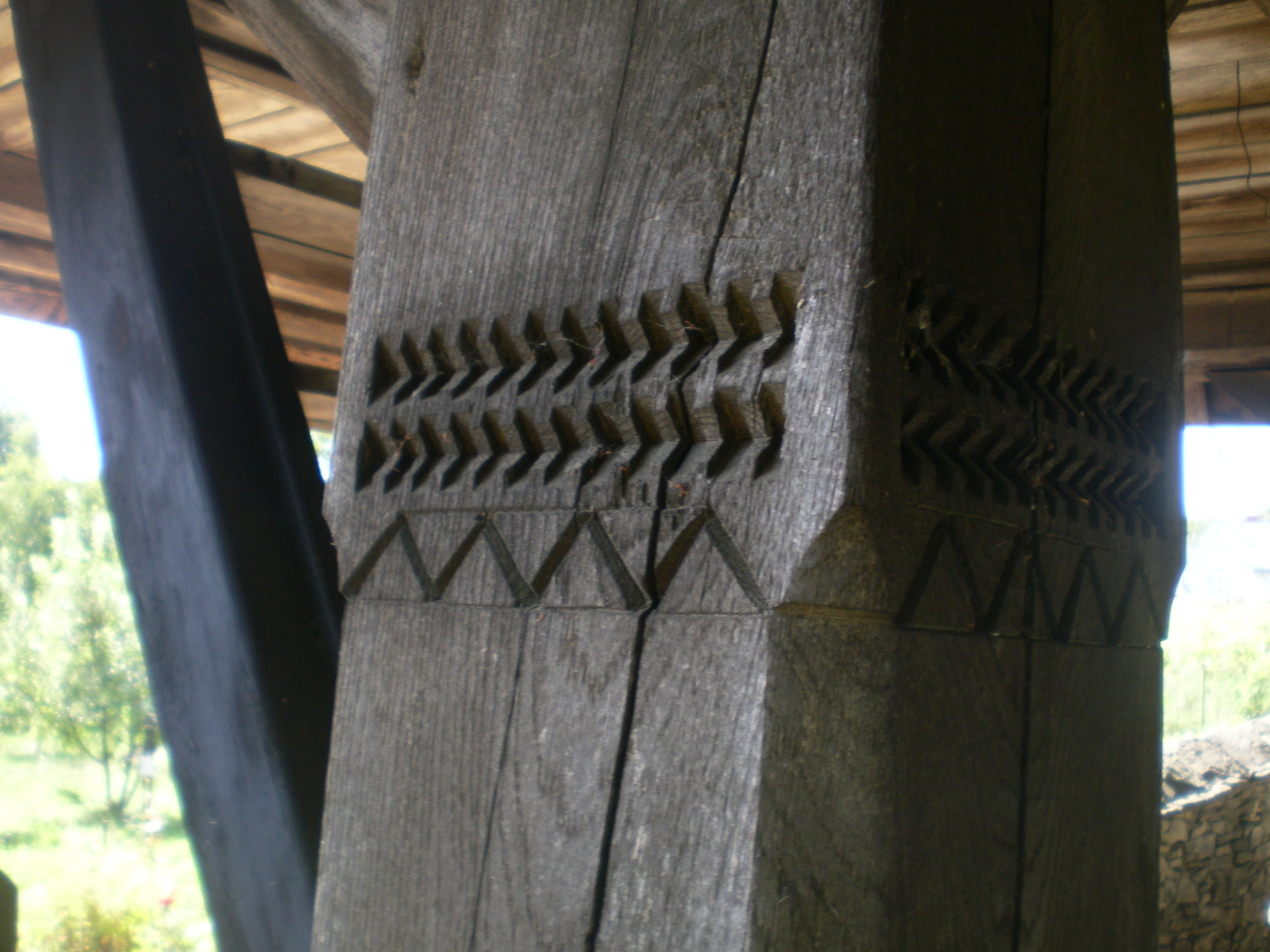
Stâlp al turnului clopotniță decorat cu motive crestate
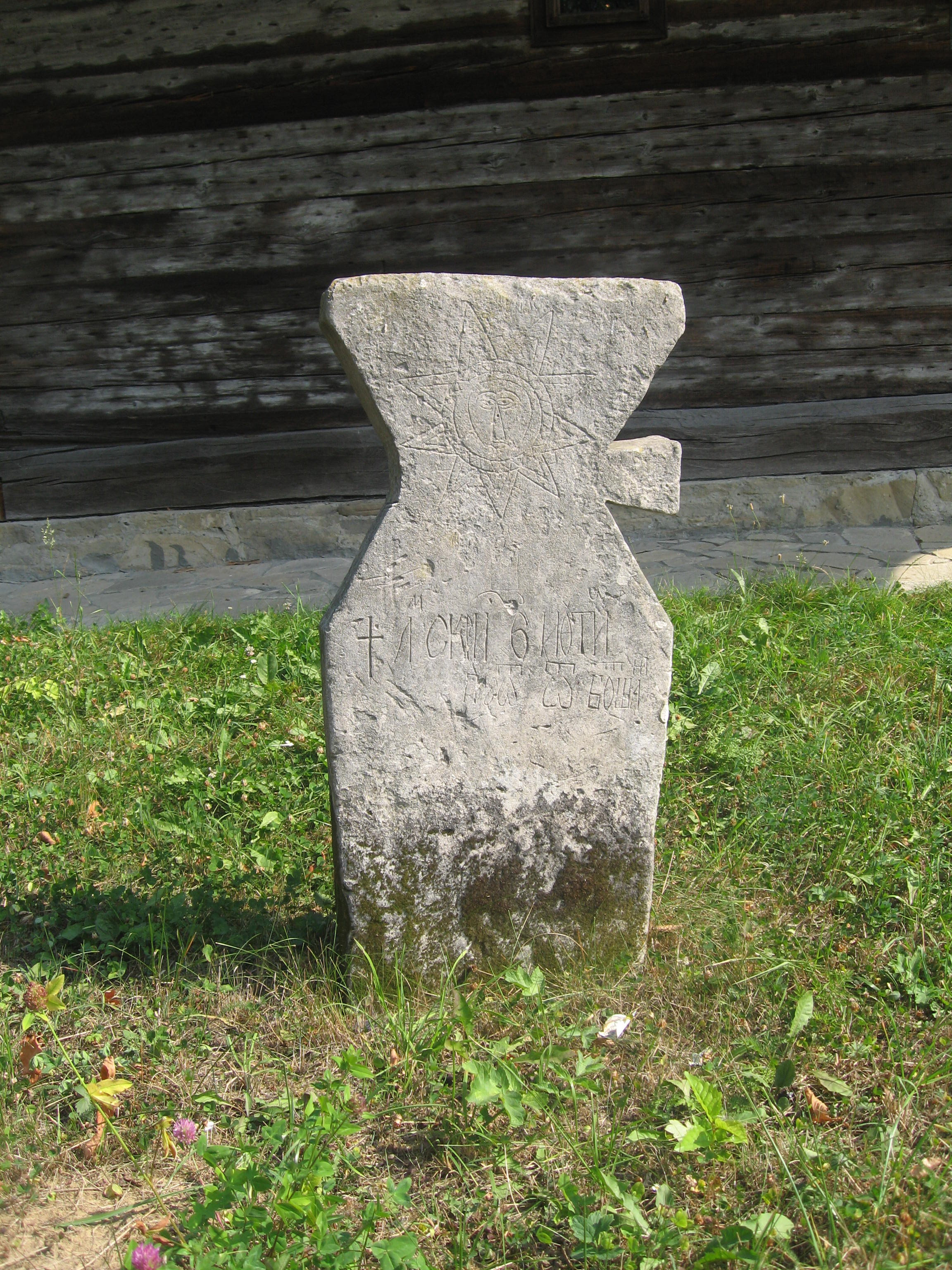
Cruce veche de piatră cu inscripția: „L(a)m scris eu ctitori Petru ot Bot(o)șani”
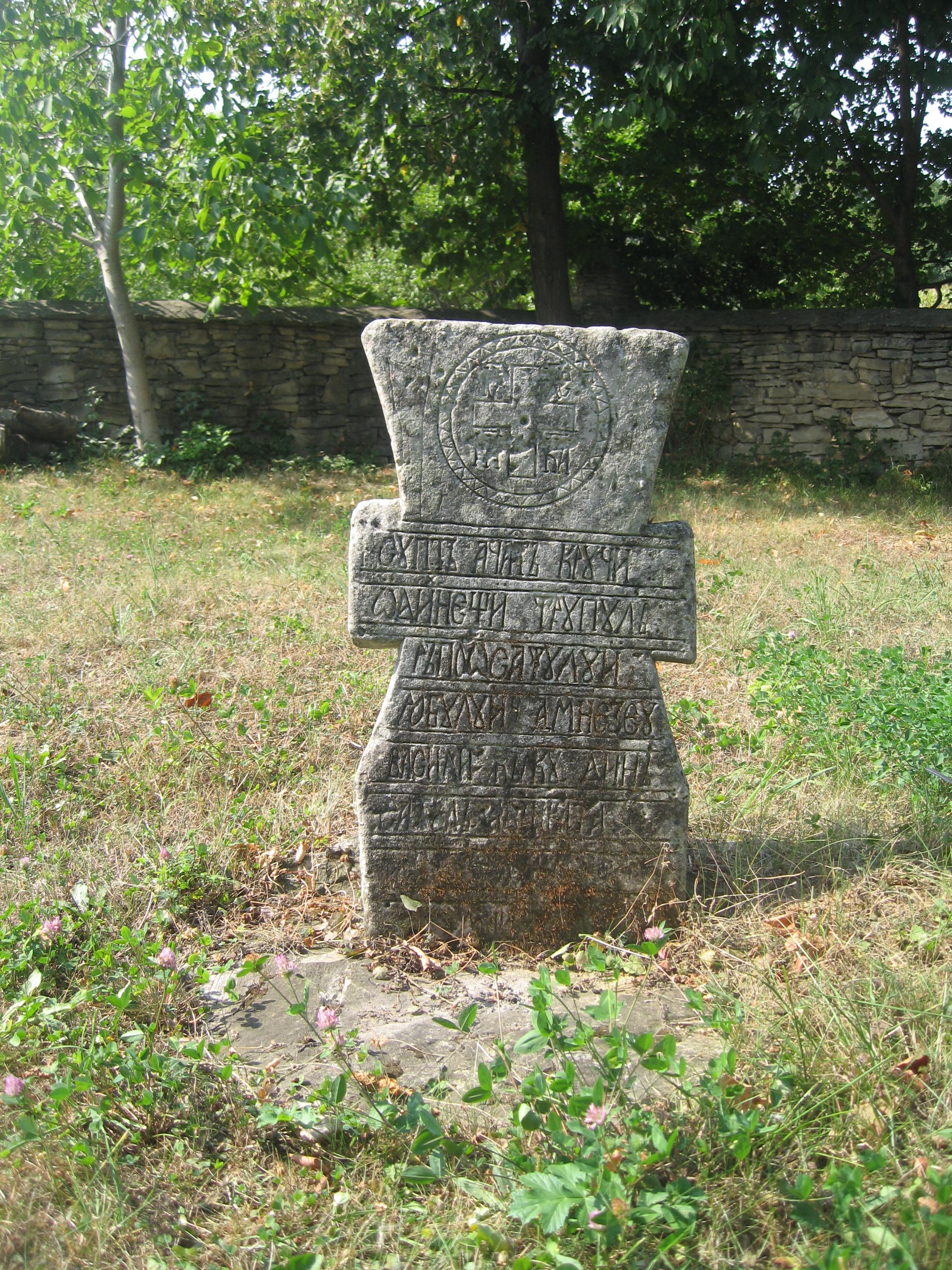
Cruce veche de piatră cu inscripția: „Supt ac(e)astă cruci odihnești trupul răposatului robului Dumnezeu Vasili .icu din ...”
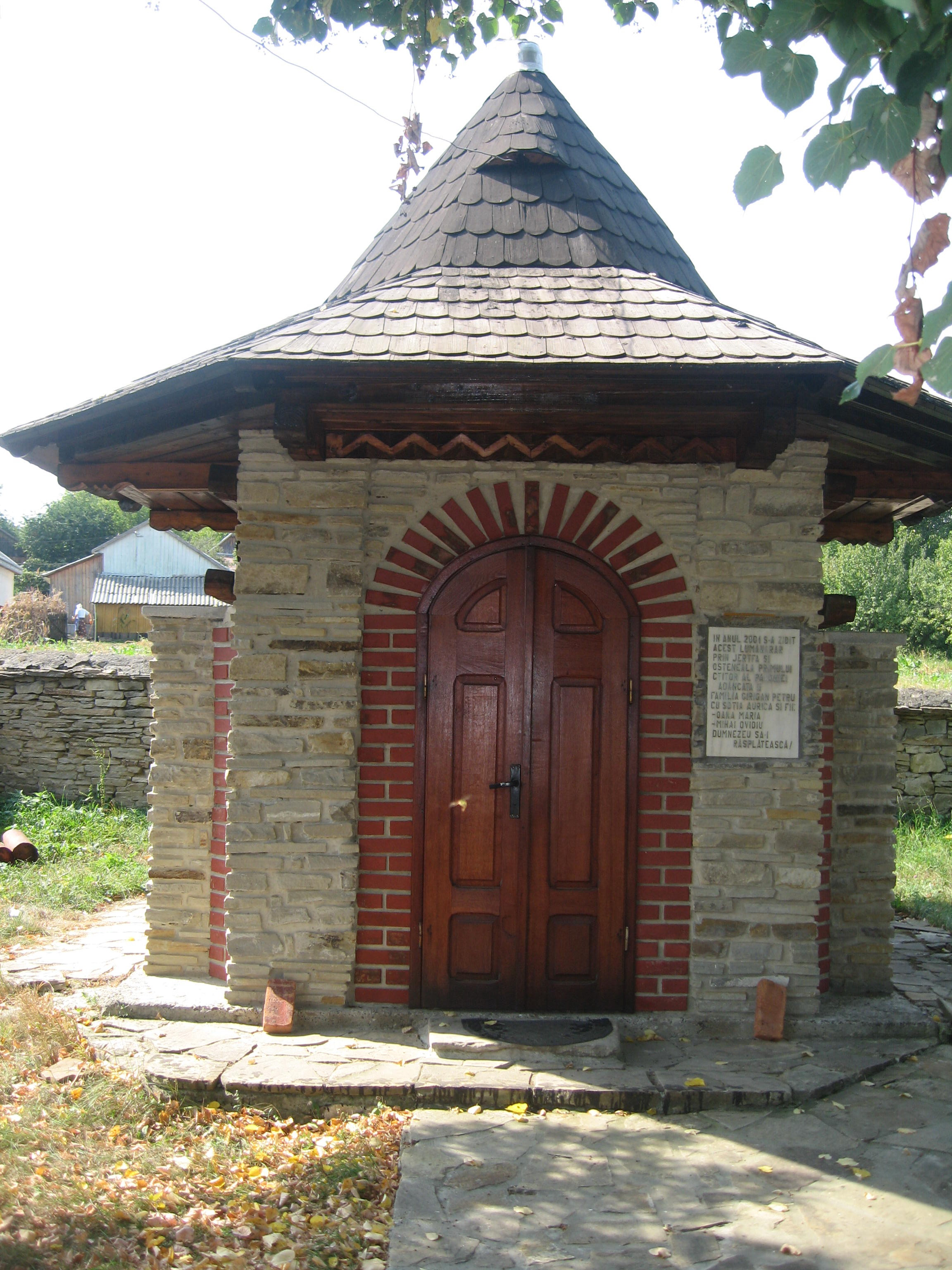
Lumânărarul din curtea bisericii
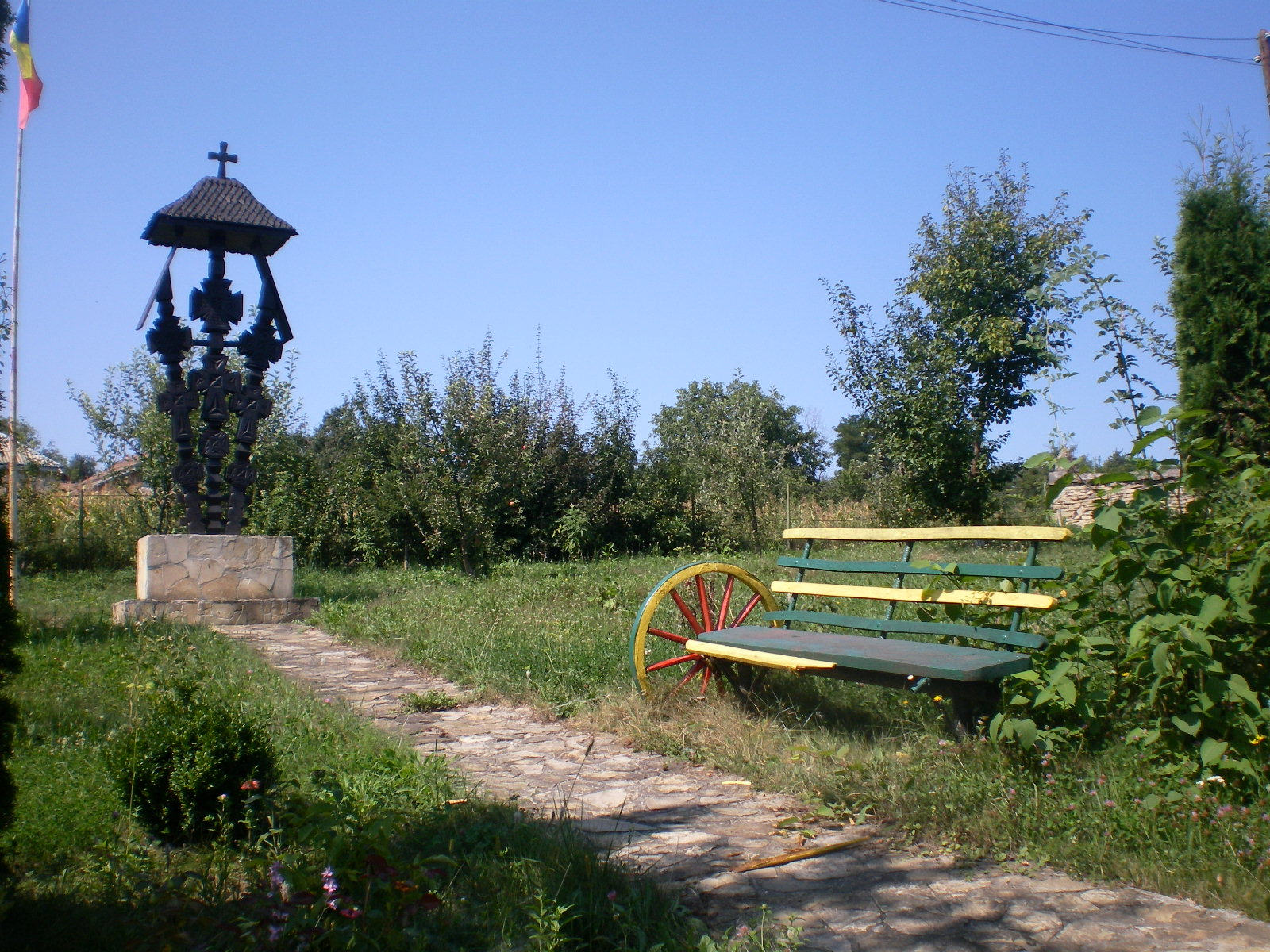
Troița din curtea bisericii